# Радіолярит

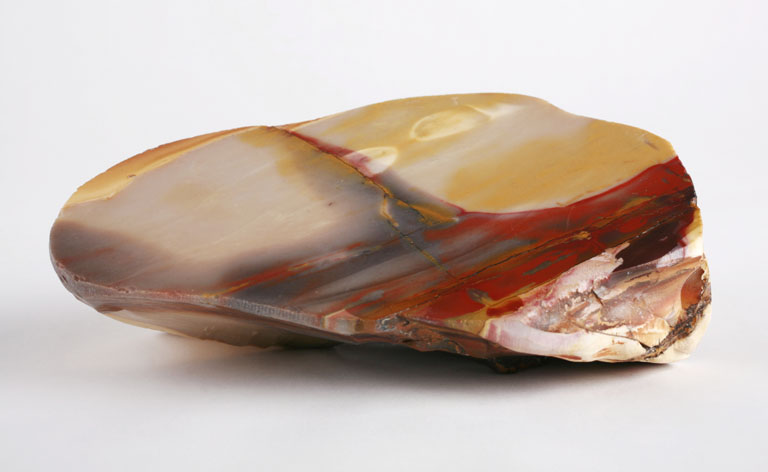
Mookaite з діапазонів Кеннеді, у Гаскойн Джанкшен, Західна Австралія в постійній колекції дитячого музею Індіанаполіса.

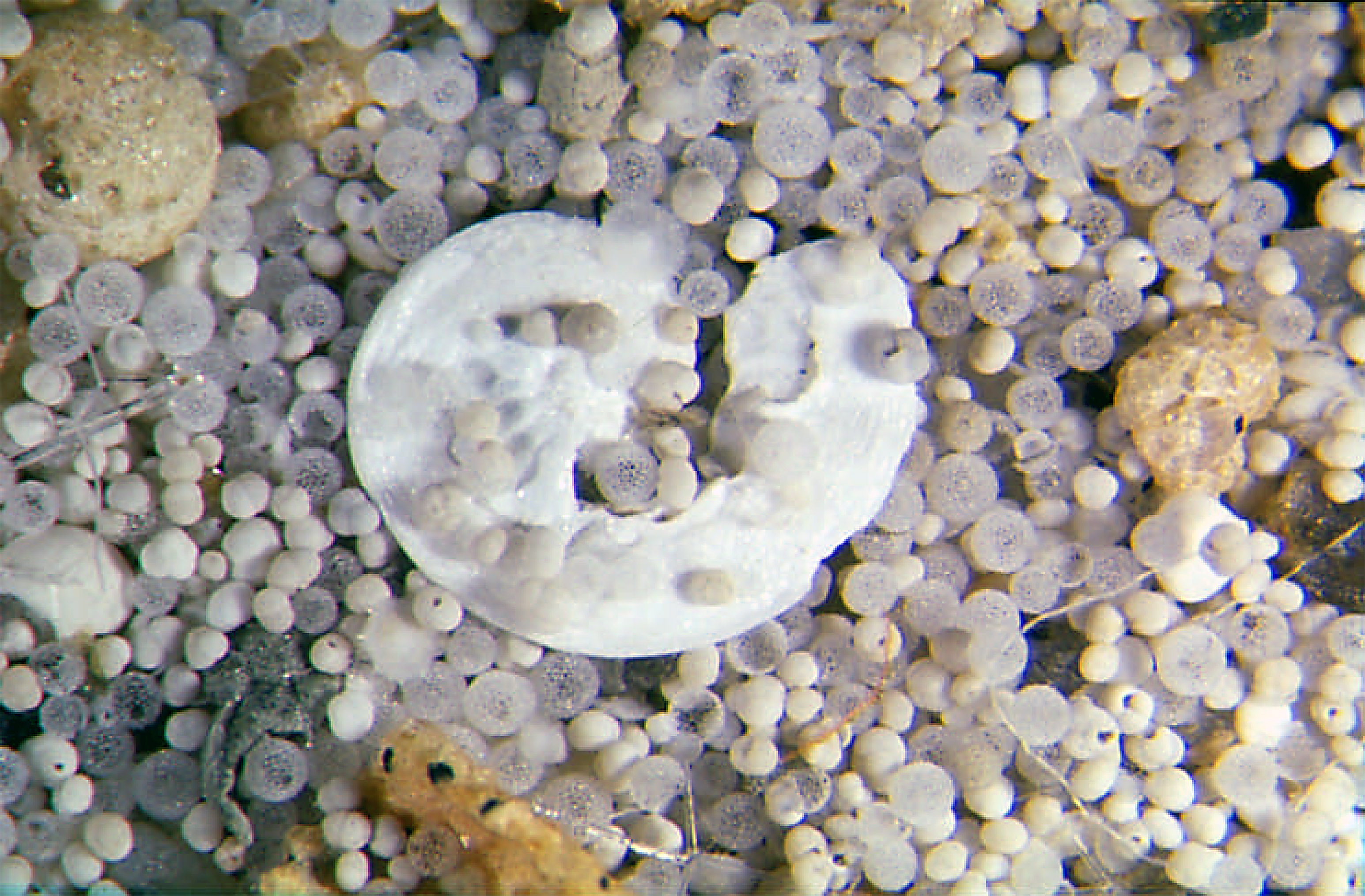
Мікрофоссілії континентального шельфу Антарктики (Море Ведделла), яким близько 12.000 років. Радіолярії в пробах відкладів — малі напівпрозорі сфери Ø ≈ 0,5 mm

Радіолярит (рос. радиолярит, англ. radiolarite, нім. Radiolarit m) — зоогенна гірська порода, основу якої (понад 50 %) складають рештки радіолярій (лат. Radiolaria, підклас одноклітинних саркодових істот, які, за невеликим виключенням, ведуть планктонний спосіб життя). Раковини радіолярій складені кремнеземом, іноді розкристалізованим у халцедон або кварц. Радіолярит містить домішки фосфатного, глинистого, алевритового матеріалу, глобулярний опал, залишки стулок діатомей, спікул, кременевих губок тощо. Колір жовтий, сірий, червоний.